# Цейпель, Хуго фон
Ху́го фон Це́йпель (Edvard Hugo von Zeipel; 1873—1959) — шведский астроном. Окончил Уппсальский университет. В 1898, 1901 и 1902 годах участвовал в научных экспедициях на Шпицберген. В 1901—1902 работал в Пулковской обсерватории, в 1904—1906 — в Парижской обсерватории, под руководством А. Пуанкаре. С 1904 года — доцент Уппсальского университета, с 1911 — астроном-наблюдатель Уппсальской обсерватории, с 1920 — профессор Уппсальского университета. В 1938 году вышел в отставку.
Научные работы посвящены небесной механике и звёздной астрономии. Разрабатывал теорию возмущённого движения в применении к периодическим кометам и астероидам. Предложил новый метод разделения коротко- и долгопериодических движений в гамильтоновых системах типа систем небесной механики («метод Цейпеля»), который эффективно используется при расчетах движения естественных и искусственных небесных тел. Исследовал закономерности распределения звёзд в шаровых скоплениях и разработал метод для определения относительных масс звёзд внутри скоплений. Занимался также изучением внутреннего строения звёзд, звёздной фотометрией, изучением переменных звёзд. Теоретически предсказал эффект «гравитационного потемнения» — разности температур между экватором и полюсами — в быстро вращающихся звёздах.
Один из основателей Шведского астрономического общества, его президент в 1926—1935 годах, член многих иностранных научных обществ.
В честь Цейпеля назван кратер на Луне и малая планета 8870 von Zeipel, открытая 6 марта 1992 года.